# دييغو دي لا توري
دييغو دي لا توري (بالإسبانية: Diego de la Torre)‏ (5 فبراير 1984 في المكسيك - ) هو لاعب كرة قدم مكسيكي في مركز الوسط. لعب مع نادي تشياباس ونادي تولوكا ونادي سان لويس ونادي كيريتارو وDeportivo Toluca F.C. Reserves and Academy ‏.

## وصلات خارجية
- دييغو دي لا توري على موقع قاعدة بيانات كرة القدم.إي يو (الإنجليزية)